# Ceratomysis egregia
Ceratomysis egregia is een aasgarnalensoort uit de familie van de Petalophthalmidae. De wetenschappelijke naam van de soort is voor het eerst geldig gepubliceerd in 1910 door Hansen.